# ジャック・エリオット (サッカー選手)
ジャック・エリオット（Jack Elliott、1995年8月25日 - ）は、イングランド・ロンドン出身のサッカー選手。シカゴ・ファイアーFC所属。ポジションはDF。

## 経歴

### アマチュア時代
2013年から2017年の4年間、ウェストバージニア大学で大学サッカーをプレーしていた。

### プロ時代
2017年1月17日、2017年MLSスーパードラフトの4巡目（全体77位）でフィラデルフィア・ユニオンにドラフト指名された。同年2月24日、フィラデルフィアと契約、同年4月1日にリッチー・マルケスの代役として、D.C. ユナイテッド戦でプロデビューしリーグ戦30試合に出場した。サンノゼ・アースクエイクス戦でプロ初ゴールを決めた。
2020年、新型コロナウイルス感染拡大によりリーグが中断されたが、クラブ初タイトルのサポーターズ・シールドの獲得に貢献した。
2024年12月16日、シカゴ・ファイアーFCに1年契約で移籍した。

## タイトル
フィラデルフィア・ユニオン
- サポーターズ・シールド：2020